# The Summit – Gipfel des Todes
The Summit – Gipfel des Todes ist ein Dokumentarfilm aus dem Jahr 2012 vom irischen Regisseur Nick Ryan über die Tragödie im August 2008 am K2, dem zweithöchsten Berg der Welt. Das Doku-Drama kombiniert dokumentarisches Archivmaterial und Interviews mit dramatisch inszenierten Nachstellungen der Ereignisse am K2, bei denen während des Auf- und Abstiegs elf Bergsteiger innerhalb von zwei Tagen starben, eine der schlimmsten Katastrophen der Bergsteigergeschichte.

## Dreharbeiten
Die meisten Einstellungen wurden von dem schwedischen Bergsteiger Fredrik Sträng aufgezeichnet, der die Erstellung eines Dokumentarfilms geplant hatte, doch diesen Plan verwarf, da er den Gipfel nicht erreichte. Die von ihm gemachten Aufzeichnungen halfen bei der Rekonstruktion der tödlichen Ereignisse, da die involvierten Bergsteiger teilweise unterschiedliche Versionen über die Ereignisse schilderten. Die Dokumentation ist ergänzt um Interviews mit dem niederländischen Expeditionsleiter Wilco van Rooijen, der norwegischen Expeditionsleiterin Cecilie Skog, dem italienischen Expeditionsleiter Marco Confortola, dem nepalesischen Sherpa Pemba Gyalje und dem italienischen Bergsteiger Walter Bonatti.

## Rezeption
The Summit erhielt einen Metascore von 63 auf Metacritic und eine kombinierte Bewertung von 61 % bei Rotten Tomatoes, deren zusammenfassende Kritik lautet: „While it could use more clarity than director Nick Ryan brings to bear, the real-life story behind The Summit still makes for compelling viewing.“ Beim Sundance Film Festival 2013 gewann der Film den ersten Preis in der Kategorie Bester Schnitt – Ausländischer Dokumentarfilm.

### Kritiken
“This remarkable film puts us in their shoes – literally between the world’s most ferocious rock and the icy hard place of imminent death. As such, The Summit dignifies the actions of the surviving climbers by putting their earth-bound detractors in their precipitous plight.”

„Dieser bemerkenswerte Film steckt uns in ihre Schuhe – buchstäblich zwischen dem weltweit grausamsten Felsen und den eisigen Plätzen des drohenden Todes. Auf diese Weise würdigt ‚The Summit‘ die Taten der überlebenden Bergsteiger, indem es die erdgebundene Kritiker in deren schroffe Notlage bringt.“

“In the end, no matter how skilled and prepared the climber, his life is ultimately in the hands of this powerful, sharp peaked presence. Overall Nick Ryan’s documentary is exhilarating viewing material that takes you to heights many will never experience (and probably won’t want to after seeing this!)”

„Am Ende spielt es keine Rolle, wie erfahren und vorbereitet der Bergsteiger ist, sein Leben ist ultimativ in der Hand dieser kraftvollen, scharfkantigen Gegenwart. Nick Ryans Dokumentation ist im ganzen aufregend anzusehendes Material, dass einen auf Höhen bringt, die die meisten niemals erleben werden (und wahrscheinlich auch nicht möchten, nachdem sie das gesehen haben!)“